# 海老谷川
海老谷川（えびたにがわ）は、京都府南丹市日吉町四ツ谷の海老谷を流れる淀川三次支流の河川である。海老谷は若狭街道の要所で、海老谷川及び海老坂川の清流や、八百比丘尼ゆかりの玉岩地蔵堂や宝篋印塔などの歴史的遺産があることから、京都の自然200選の歴史的自然環境に選定されている。

## 地理
海老谷川は美山町との境の山地を源流に海老谷を南流、薮谷や松尾谷川、今谷などの水を集めて南丹市立五ヶ荘地域活性化センター「森の学舎 五ヶ荘」（旧五ヶ荘小学校）の裏で田原川右岸に流入する。延長は、日吉町四ッ谷奥山の準用河川の起点から一級河川の起点までが0.630km、そこから和田堰の田原川合流地点までが3.200kmである。

## 流域の村
南丹市
- 日吉町
  - 五ヶ荘地域
    - 四ツ谷
      - 海老谷
      - 中組

## 主な支流
- 海老坂川
- 北垣内川
- 薮谷川
- 松尾谷川
- 今谷川

## 主な橋梁
- 森本橋
- 油屋橋
- 今谷橋
- 浜能橋

## 流域にある水道施設
- 日吉町四ツ谷簡易水道施設[4]

## 流域にある施設
- 海老谷集会所
- 生活改善センター
- 四ッ谷中組会議所

## 流域にある社寺
- 玉岩地蔵堂
- 威音寺
- 天神社
- 岡安神社
- 龍森寺

## 散策道
海老谷の四ツ谷バス停から玉岩地蔵堂までの2.9Km区間は、近畿自然歩道丹後・大阪ルートの「海老坂峠越えのみち」になっている。

## 四ッ谷八景
四ツ谷八景は、1869年（明治2年）の秋、四ツ谷東谷在住の歌人・精舎文明と幣家安信が、各々に八首（景）短歌を謡って岡安神社の旧拝殿に絵馬として献歌奉納したものである。四ツ谷八景で謡われてた景観は、地域の文化遺産として、四ツ谷史跡名勝保存会が保存活動を行っている。八景のうち、2つが海老谷に関連するものである。
神社晴嵐（じんじゃせいらん）
四ツ谷八景で神社晴嵐と謡われている岡安神社は、1361年（康安元年）に三条実古が天鈿女命を勧請し創祀したと伝わる村社である。1872年（明治5年）に四ツ谷柏木の八幡神社に祀られていた応神天皇を岡安神社へ移して合祀した。
海老坂帰鴈（えびさかきがん）
玉岩延命子安地蔵尊を本尊とする玉岩地蔵堂は、746年（天平8年）に創建されたものである。長保年間（999～1003年）に諸国行脚を終え、故郷の若狭への帰路にあった八百比丘尼が海老坂の峠に差しかかった時、背負っていた石の地蔵尊が急に重くなって背負うことができなくなり、この地に地蔵を安置したという伝説が残っている。